# Nandinho Santos
Fernando Manuel de Jesús Santos, conocido como Nandinho (nacido el 17 de marzo de 1973) es un exfutbolista y entrenador de fútbol portugués que actualmente ejerce como entrenador del primer equipo formando tándem con Mário Silva en la U. D. Almería de España.

## Carrera como futbolista
Nandinho nació en la ciudad de Oporto y desarrollaría toda su carrera como centrocampista en Portugal en el que jugó durante quince temporadas, formando parte de equipos como SC Salgueiros, SL Benfica, Vitória Guimarães, Gil Vicente Futebol Clube y Leixões Sport Club, entre los más importantes.
En 1996 sería internacional con la selección de fútbol sub-21 de Portugal, en la que jugaría 3 partidos.

## Carrera como entrenador
En el año 2012, Nandinho comenzó a trabajar como entrenador, ejerciendo como entrenador juvenil en las categorías base del Gil Vicente Futebol Clube en las que estuvo durante 3 temporadas, antes de coger las riendas del primer equipo de la ciudad de Barcelos.
El 28 de mayo de 2015, después de varios años a cargo de los equipos juveniles, Nandinho fue elegido como el sucesor de José Mota al frente del primer equipo de Gil Vicente Futebol Clube, recién ascendido a la Primera División de Portugal. Abandonó el cargo el 11 de mayo de 2016.
El 17 de octubre de 2016, se convierte en entrenador del Futebol Clube Famalicão al que entrenó hasta el 2 de abril de 2017, con el club cerca de los lugares de descenso en la segunda división de Portugal. 
En la temporada 2018-19 regresó al Gil Vicente Futebol Clube.
El 16 de octubre de 2019, Nandinho se mudó al extranjero por primera vez , reemplazando al despedido Esteban Navarro en la UD Almería B de la Tercera División de España. Con el filial almeriense acabaría la liga en quinta posición, muy cerca de clasificarse para los play-offs de ascenso a Segunda División B.
El 26 de junio de 2020, la U. D. Almería hace oficial que el tándem luso Nandinho-Mário Silva se harían cargo del equipo hasta final de temporada, tras la destitución de Guti.

## Clubes

### Como jugador
| Club                      | País     | Años      |
| ------------------------- | -------- | --------- |
| Candal                    | Portugal | 1991-1992 |
| Ataense                   | Portugal | 1992-1994 |
| Castêlo Maia              | Portugal | 1994-1995 |
| SC Salgueiros             | Portugal | 1995-1998 |
| SL Benfica                | Portugal | 1998-1999 |
| FC Alverca                | Portugal | 1999      |
| Vitória Guimarães         | Portugal | 1999-2002 |
| Gil Vicente Futebol Clube | Portugal | 2002-2006 |
| Leixões Sport Club        | Portugal | 2007      |

### Como entrenador
| Club                                | País     | Años      |
| ----------------------------------- | -------- | --------- |
| Gil Vicente Futebol Clube (Juvenil) | Portugal | 2012-2015 |
| Gil Vicente Futebol Clube           | Portugal | 2015-2016 |
| Futebol Clube Famalicão             | Portugal | 2016-2017 |
| Gil Vicente Futebol Clube           | Portugal | 2018-2019 |
| UD Almería B                        | España   | 2019-2020 |
| UD Almería                          | España   | 2020      |